# 盎格鲁-撒克逊传教运动
盎格鲁-撒克逊传教士在8世纪期间对基督教在法兰克帝国的传播起到了重要作用，继续了6世纪期间在法兰克帝国以及苏格兰和英格兰传播凯尔特基督教的希伯尼-苏格兰传教士的工作。